# 531 (szám)
Az 531 (római számmal: DXXXI) egy természetes szám.

## A szám a matematikában
A tízes számrendszerbeli 531-es a kettes számrendszerben 1000010011, a nyolcas számrendszerben 1023, a tizenhatos számrendszerben 213 alakban írható fel.
Az 531 páratlan szám, összetett szám, kanonikus alakban a 32 · 591 szorzattal, normálalakban az 5,31 · 102 szorzattal írható fel. Hat osztója van a természetes számok halmazán, ezek növekvő sorrendben: 1, 3, 9, 59, 177 és 531.
Az 531 négyzete 281 961, köbe 149 721 291, négyzetgyöke 23,04344, köbgyöke 8,09776, reciproka 0,0018832. Az 531 egység sugarú kör kerülete 3336,37140 egység, területe 885 806,60620 területegység; az 531 egység sugarú gömb térfogata 627 151 077,2 térfogategység.